# マカオ・パタカ
マカオ・パタカ（ポルトガル語: Pataca de Macau、中国語: 澳門幣）とは、マカオの法定通貨。通貨の補助単位はアヴォス (avos) で、100分の1パタカ。通貨コードはMOP。

## 概要
中国語における通貨単位の呼称は「元」（紙幣面・硬貨面の漢字表記は「圓」）で、補助単位は10アヴォス＝10分の1元を「毫」、1アヴォを「仙」と呼ぶ。現在流通している硬貨の最小額面は10アヴォス（1毫）なので、アヴォの1の位（仙）は計算上のみの単位となっている。広東語口語では「元」を「蚊（マン）」と呼ぶ。1983年より1香港ドル=1.03元に固定されている。
マカオ元は1905年よりマカオ政庁が大西洋銀行に授権し、発行されてきた。1980年にマカオ政庁はマカオ発行機構を設置して通貨発行権を取り戻したが、発行業務は大西洋銀行に委託され続けた。同機構は1989年にマカオ貨幣および外為監理署、1999年の返還時にマカオ金融管理局に改組された。1995年以降は、中国銀行マカオ分行が2番目の元発券銀行となっている。硬貨の発行はマカオ金融管理局が行っている。元は香港ドルにペッグされ、発行全額に相当する香港ドルがマカオ金融管理局に預託されている。外為規制は一切行われておらず、外貨と自由に交換することができる。
マカオと香港では、マカオ元のことを俗に「葡幣」と呼び、かつてマカオに流通した中華民国銀元や現在流通する香港ドルと区別することが多い。しかし、ポルトガル本国の通貨は実際にはユーロという別のものであるため、マカオでの「葡幣」という呼び方は詳しくない者に誤解をさせやすい。
大西洋銀行発行の紙幣と、中国銀行マカオ分行発行の紙幣は、両者それぞれ別々のデザインとなっているが、いずれも額面通りに通用し、使用および流通において使い分ける必要はない。

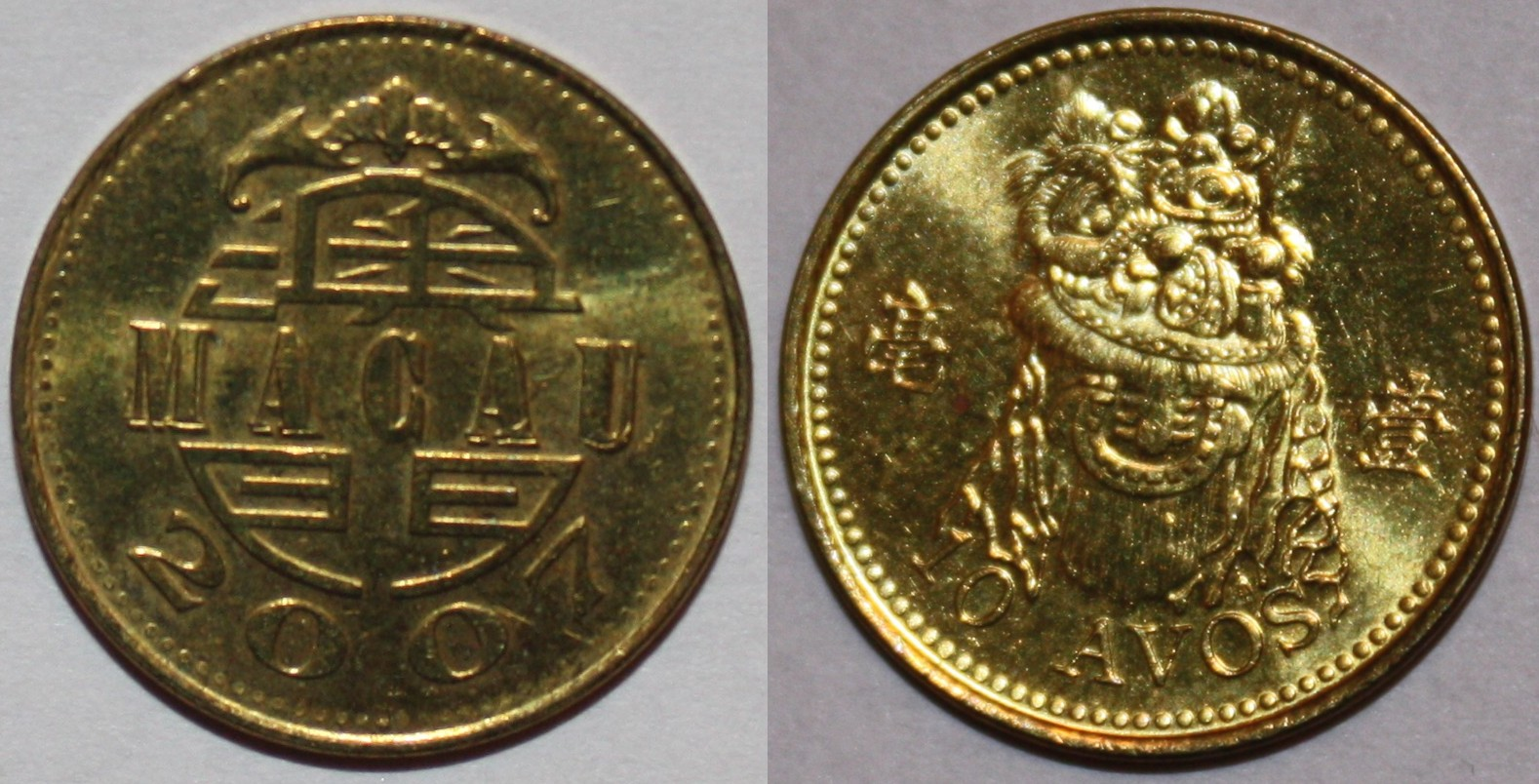
2005年版の大西洋銀行発行の紙幣は、ポップ体という紙幣の書体としては珍しいかわいい書体の漢字を使っているのに対し、2008年版の中国銀行マカオ分行発行の紙幣は、「中國銀行」の文字が筆文字となっている以外は何の変哲もないゴシック体の漢字を使っている。
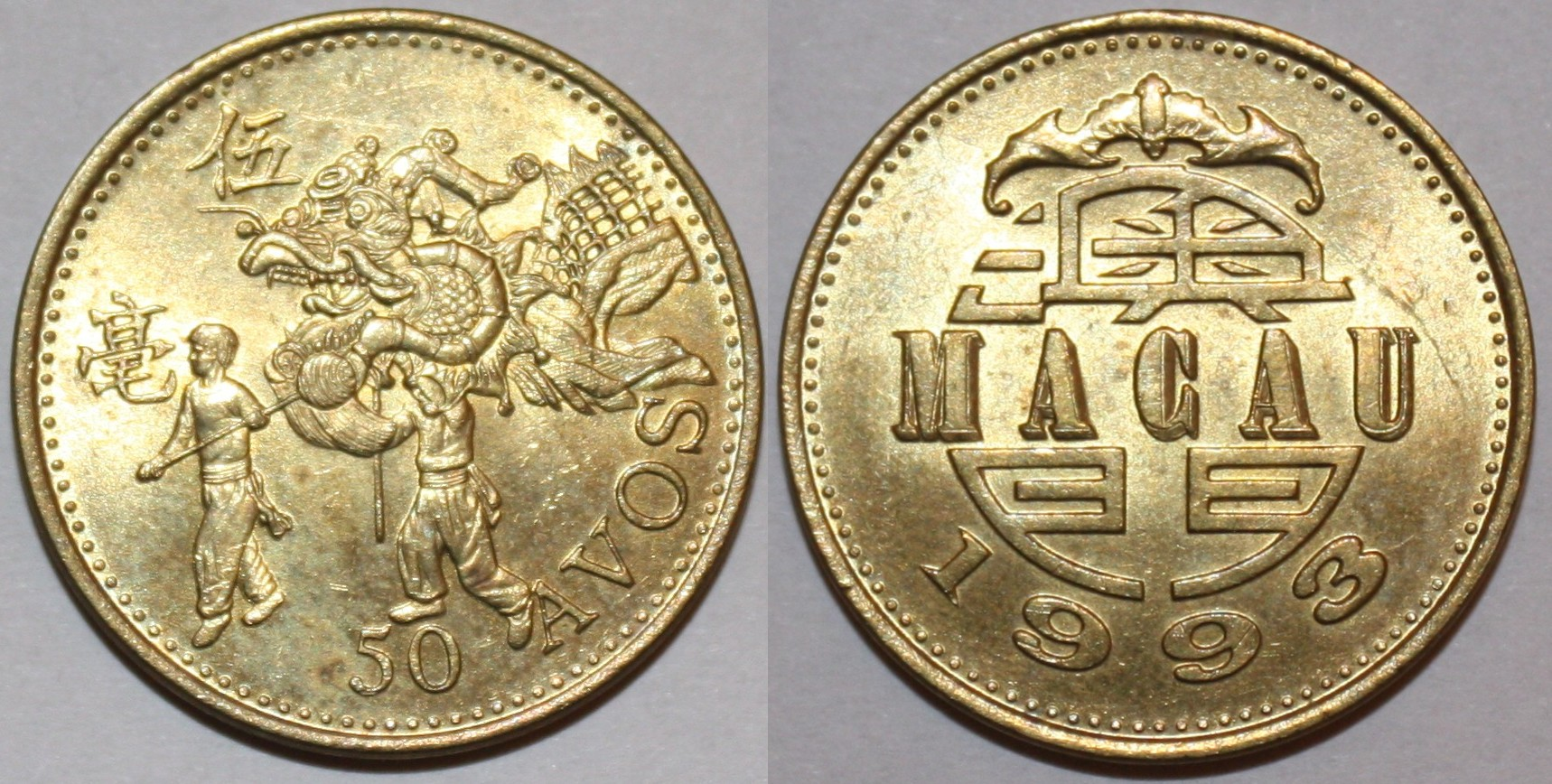
5毫, 1993年
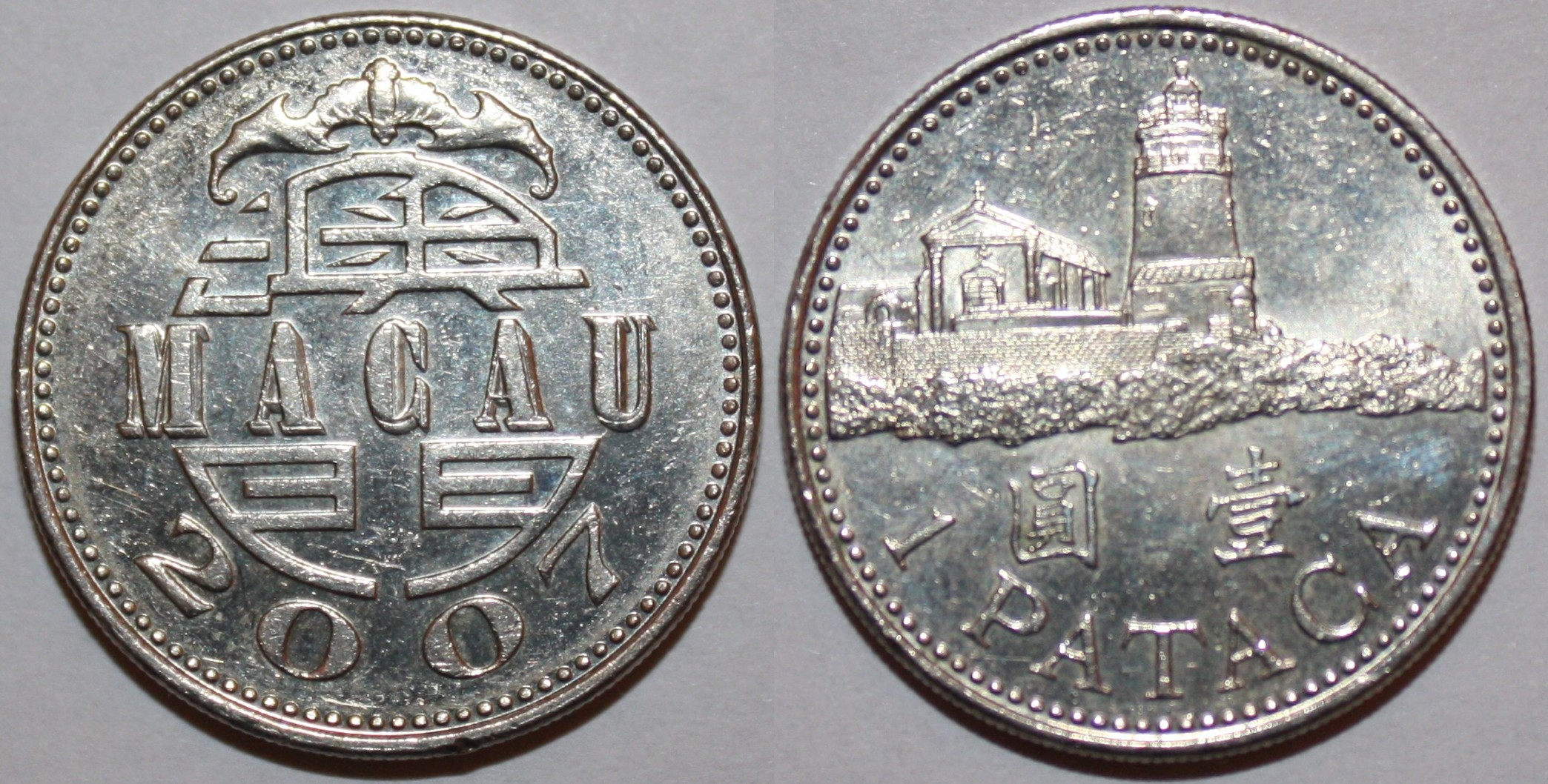
2020年版の紙幣では、大西洋銀行・中国銀行の両者とも明朝体の漢字を使用したデザインとなった。

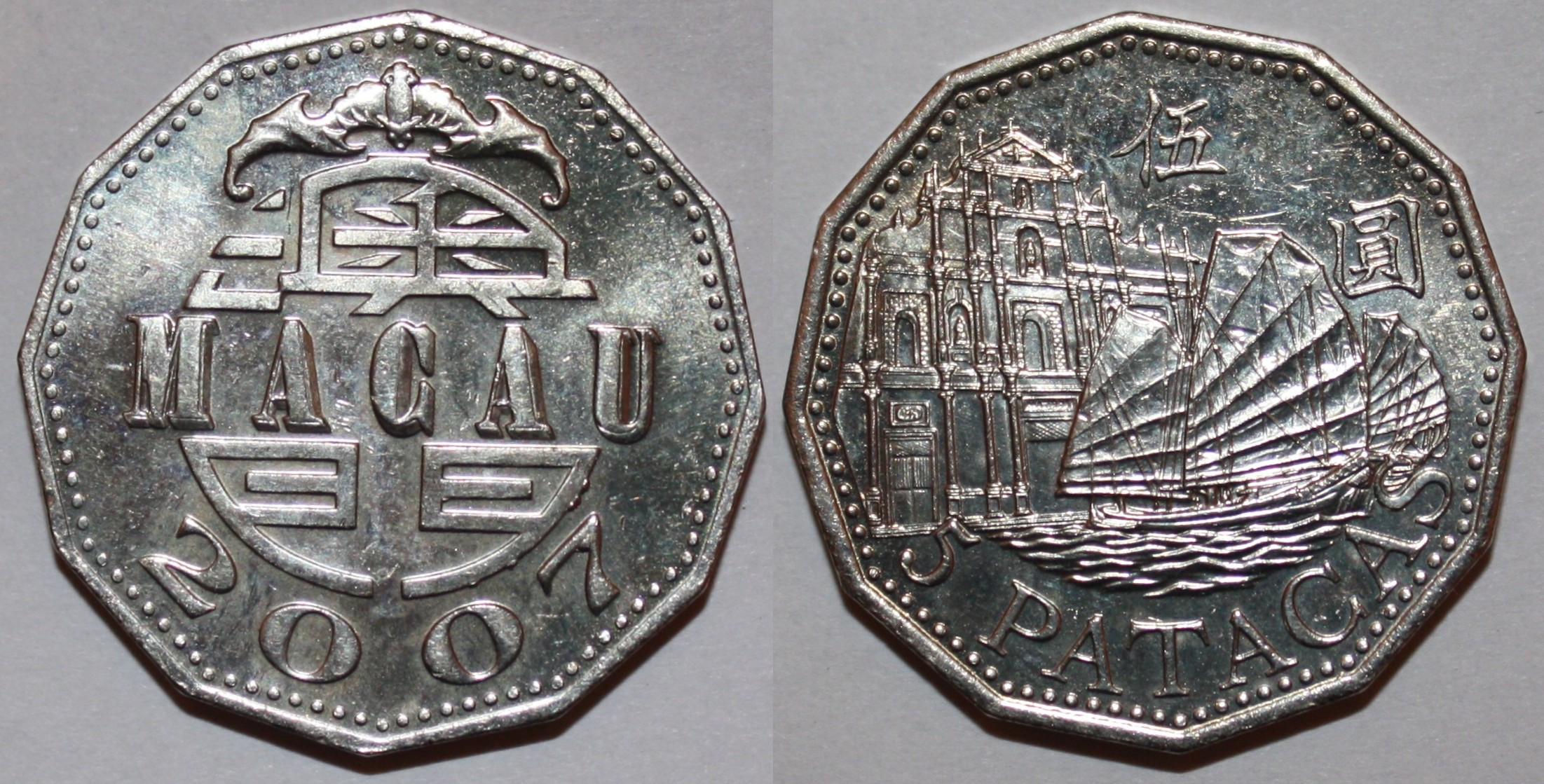
5元, 2007年
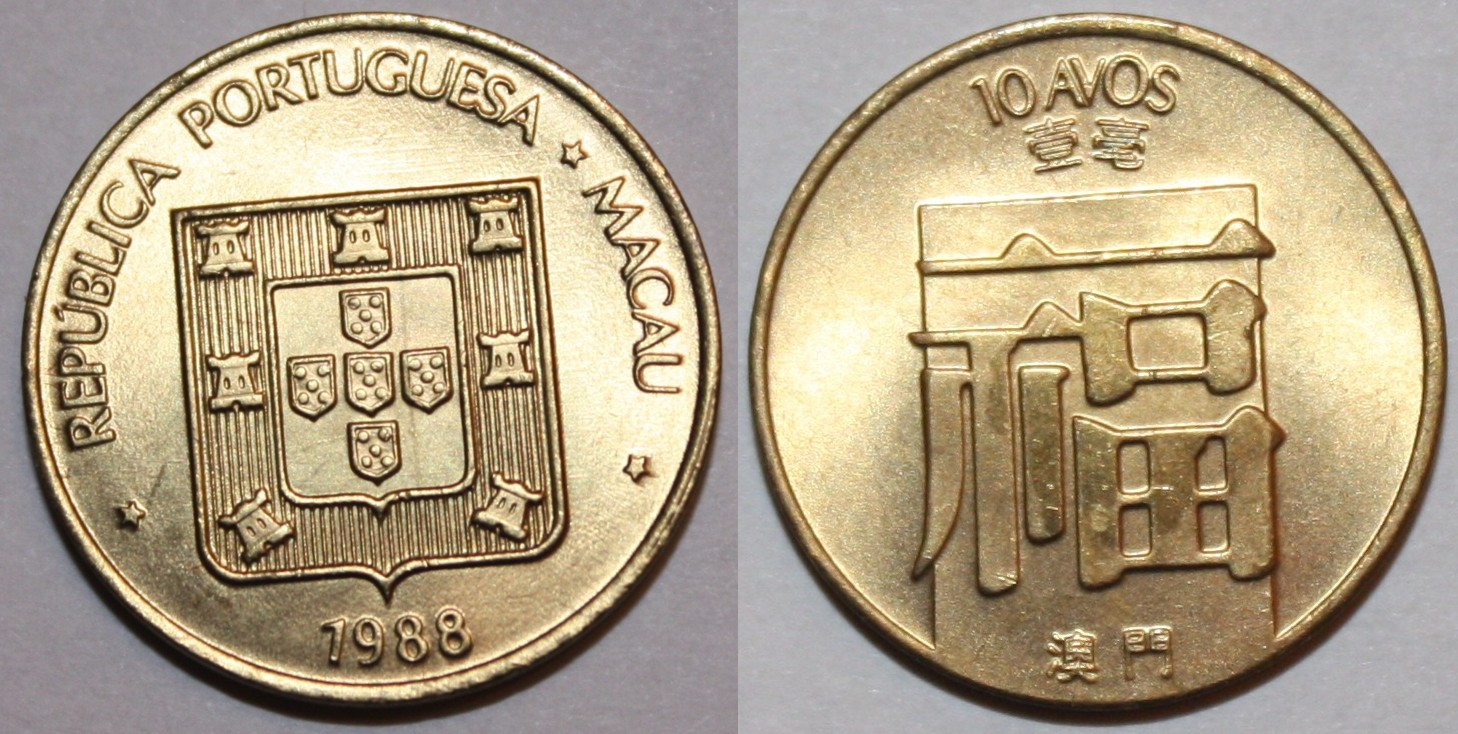
現在最新版の2024年版の紙幣のデザインは、大西洋銀行発行のものが表面：大西洋銀行本店・裏面：1635年のマカオの地図、中国銀行発行のものが表面：南獅・裏面：マカオ・タワーとなっており、それぞれ全額面共通である。なお透かしは中国銀行1995年版・大西洋銀行2005年版から一貫して全券種蓮の花のデザインで統一されている。
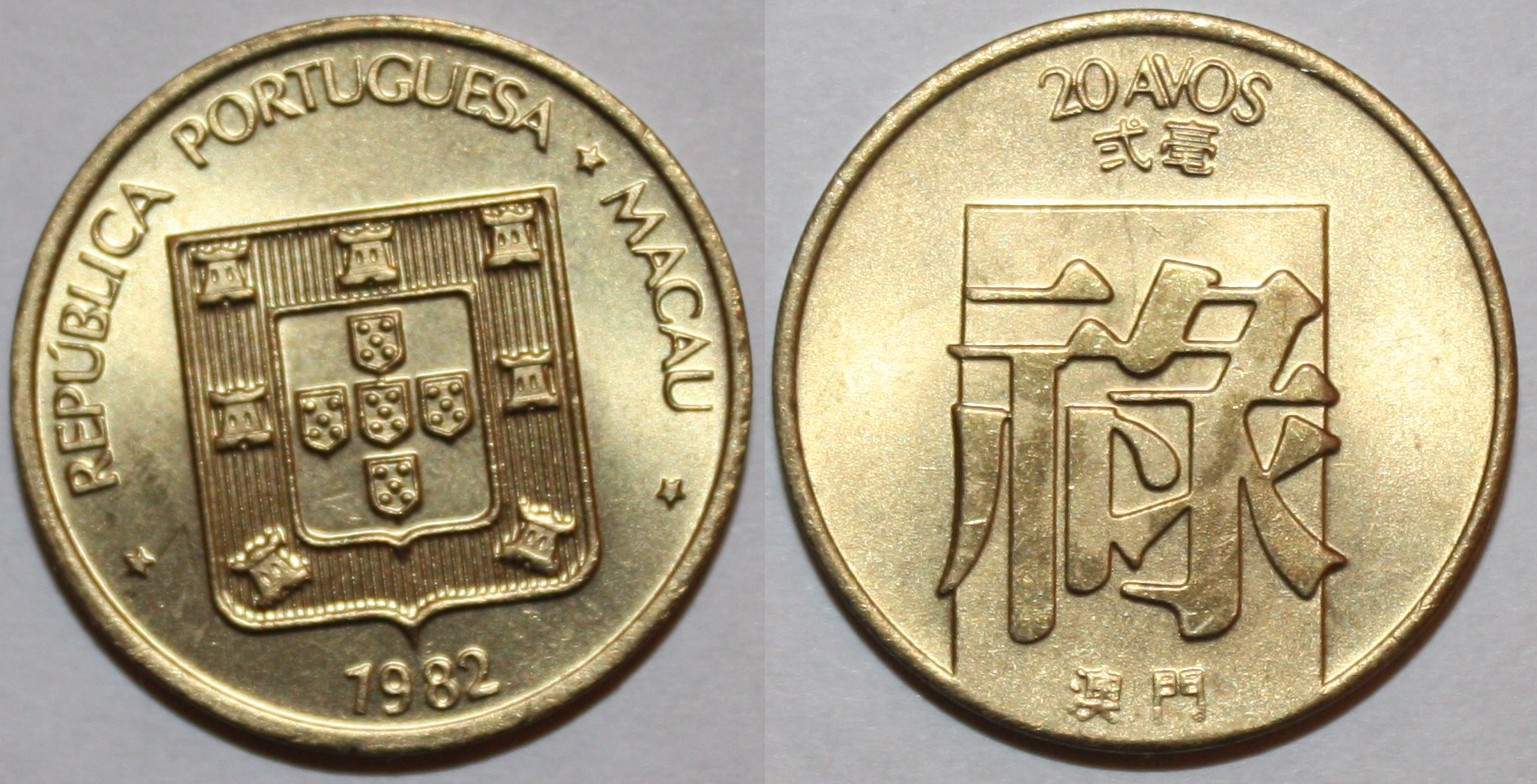
2毫, 1982年
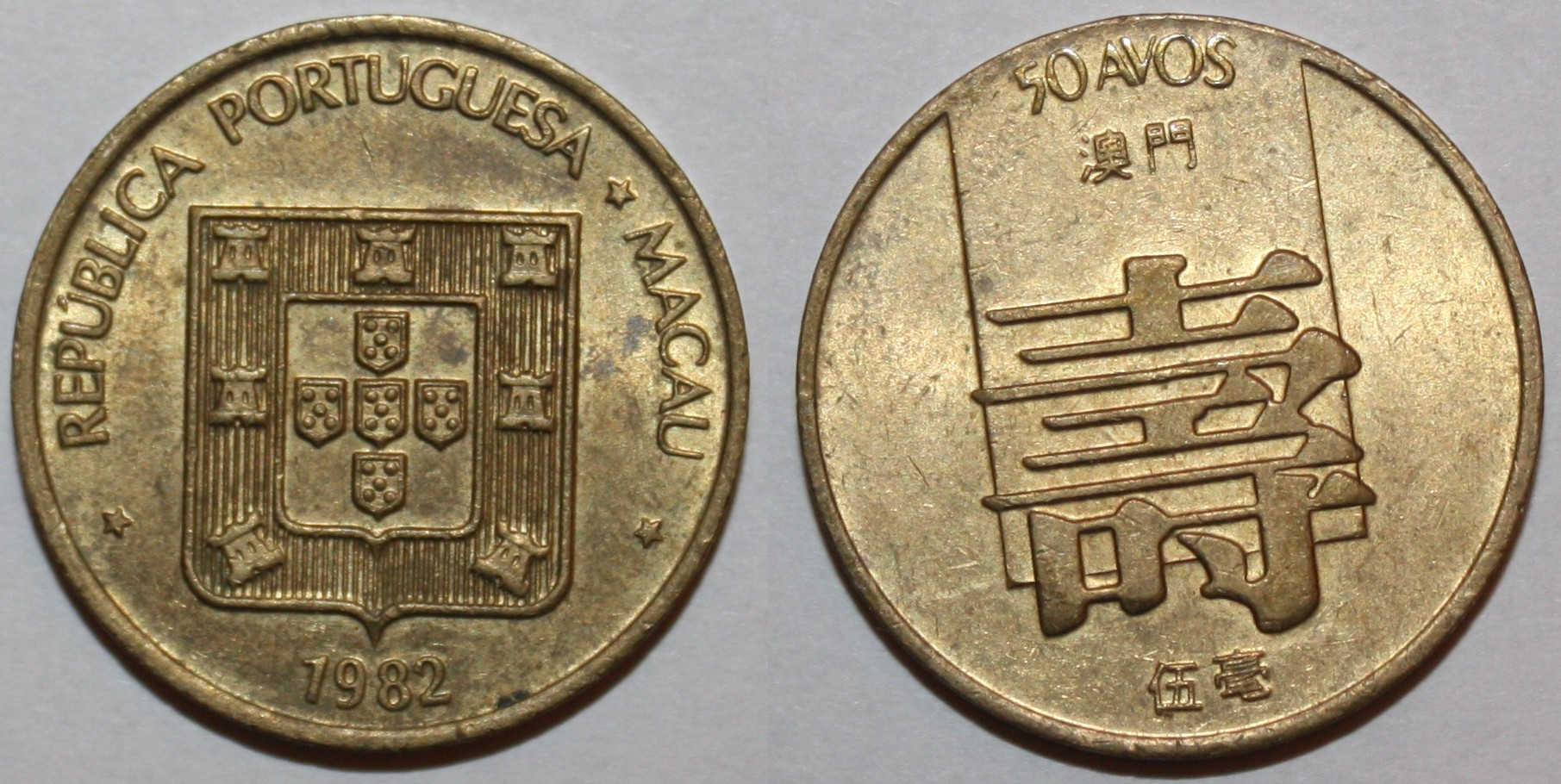
5毫, 1982年

現在流通している硬貨の材質は、10・20・50アヴォスが黄銅、1・2・5パタカが白銅、10パタカが外周黄銅・内側白銅のバイメタル貨となっている。ただし主に流通している硬貨は10・50アヴォス、1・5パタカの4種類である。

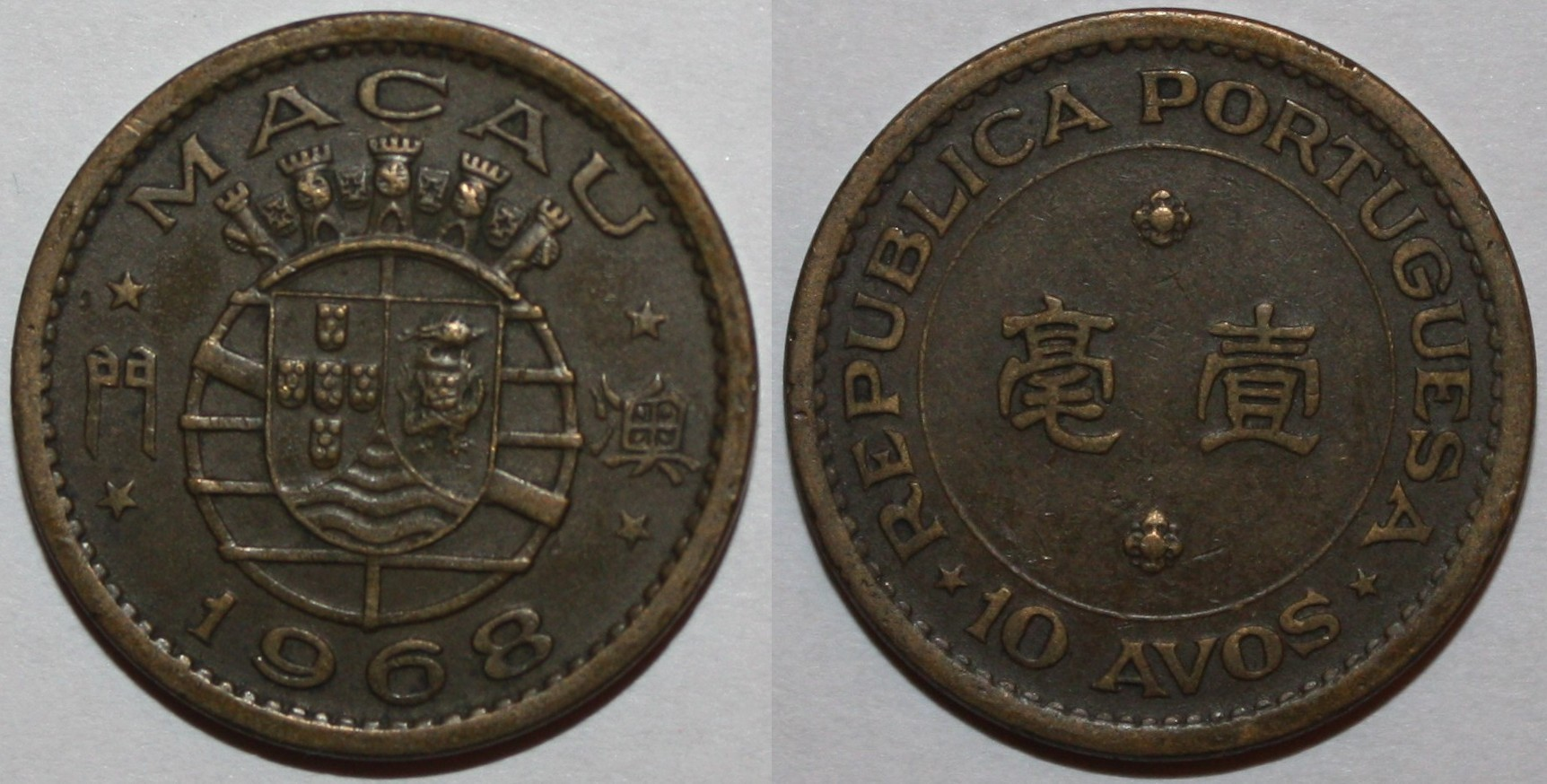
1毫, 1968年
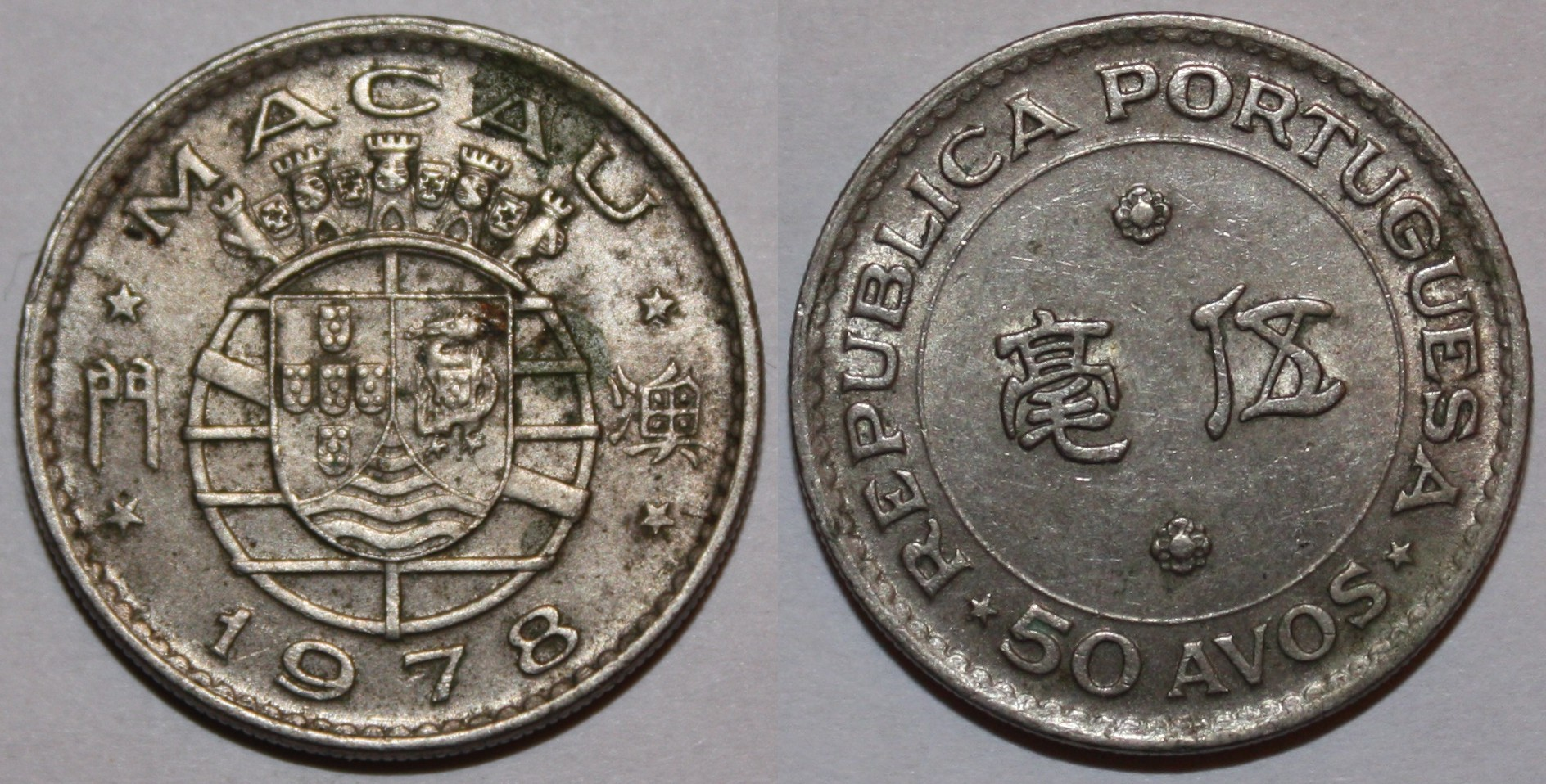
5毫, 1978年
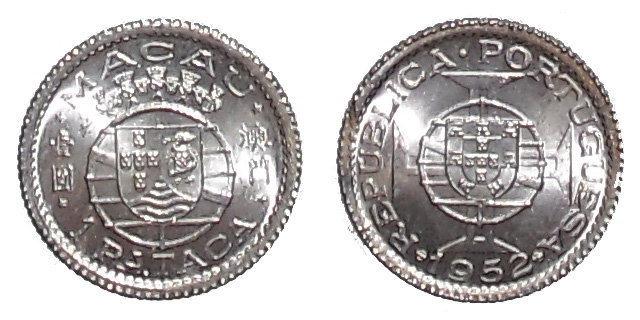
1元, 1952年
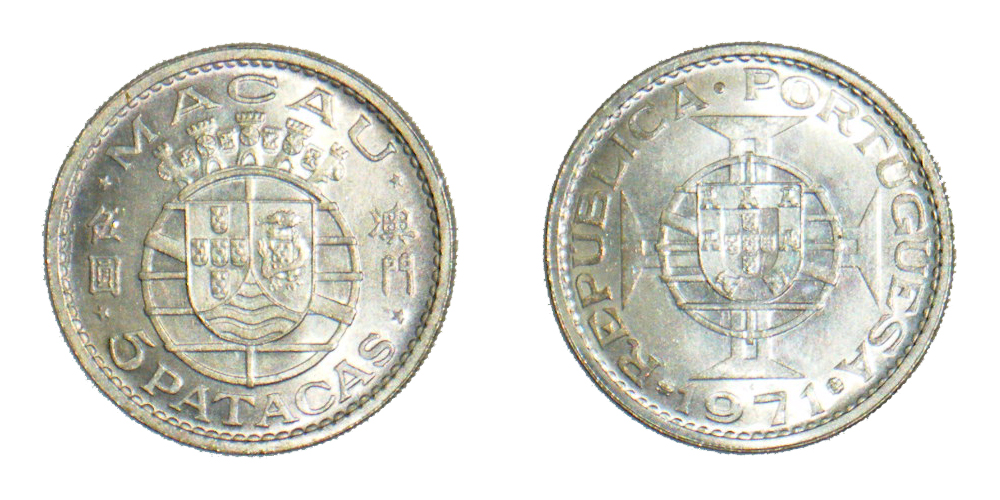
5元, 1971年

- 1毫, 1988年
- 2毫, 1982年
- 5毫, 1982年

- 1毫, 2007年
- 5毫, 1993年
- 1元, 2007年
- 5元, 2007年